# Club Marathón
Club Marathón is een Hondurese voetbalclub uit San Pedro Sula. De club werd opgericht op 25 november 1925. Club Marathón speelt in de Liga Nacional de Honduras en heeft als thuisstadion het Estadio Olímpico Metropolitano, dat 50.000 plaatsen telt. Club Marathón is de grote rivaal van topclub Club Deportivo Olimpia uit de hoofdstad Tegucigalpa. Deze rivaliteit dateert al uit de late jaren twintig van de twintigste eeuw. De club degradeerde nog nooit.

## Erelijst
- Landskampioen

1980, 1986, Clausura 2002, Clausura 2003, Apertura 2004
- Torneo de Copa de Honduras

1995
Honduras Progreso · 
Juticalpa · 
Marathón · 
Motagua · 
Olimpia · 
Platense ·
Real España · 
Real Sociedad ·
UPNFM · 
Vida